# Flen
Flen (pronunciado localmente como Flén) es una localidad y sede del municipio de Flen, condado de Södermanland, Suecia, con 16 431 habitantes a fecha de 2020.
Flen ha ido creciendo gracias a ser un nudo ferroviario, con lo que obtuvo el título de ciudad en 1949. Desde 1971 es la sede del Municipio de Flen.
Otra cosa que hizo famoso a Flen es "Violen från Flen", una canción escrita por Ulf Peder Olrog en la década de 1940. La ciudad también es representada en "Du ringde från Flen", la canción de 1992 de Grönwalls. La ciudad también ha sido mencionada en las canciones de Kent "Flen/Paris" en su EP de 2005 The hjärta &amp; smärta EP y "Ensam lång väg hem" del álbum de 2010 En plats i solen .
Flen también es conocida por tener el viñedo más al norte del mundo, ubicado en Blacksta.

## Elecciones para elRiksdag
Esta lista trata del área urbana de Flen, no del municipio homónimo del que Flen es sede.
| Year | %    | Votes | V    | S    | MP  | C    | L    | KD   | M    | SD   | NyD | Left | Right |
| ---- | ---- | ----- | ---- | ---- | --- | ---- | ---- | ---- | ---- | ---- | --- | ---- | ----- |
| 1973 | 92.0 | 4,383 | 3.2  | 54.3 |     | 21.1 | 8.8  | 2.1  | 10.4 |      |     | 57.5 | 40.2  |
| 1976 | 91.8 | 4,575 | 3.0  | 53.4 |     | 21.0 | 8.7  | 2.2  | 11.6 |      |     | 56.3 | 41.3  |
| 1979 | 90.5 | 4,708 | 3.7  | 53.6 |     | 16.2 | 9.7  | 1.9  | 14.4 |      |     | 57.3 | 40.3  |
| 1982 | 91.8 | 4,708 | 4.2  | 57.6 | 1.1 | 12.6 | 4.4  | 2.4  | 17.1 |      |     | 61.8 | 34.1  |
| 1985 | 89.5 | 4,556 | 4.5  | 57.5 | 1.2 | 10.7 | 10.9 |      | 14.8 |      |     | 62.0 | 33.5  |
| 1988 | 85.4 | 4,270 | 5.5  | 55.7 | 4.3 | 9.2  | 10.0 | 2.5  | 12.4 |      |     | 65.5 | 31.5  |
| 1991 | 84.4 | 4,117 | 4.4  | 51.7 | 2.3 | 8.1  | 7.7  | 6.5  | 14.7 |      | 4.2 | 56.1 | 37.0  |
| 1994 | 86.3 | 4,197 | 6.3  | 59.1 | 3.8 | 5.1  | 5.3  | 3.6  | 15.2 |      | 0.7 | 69.1 | 29.1  |
| 1998 | 79.9 | 3,910 | 13.4 | 48.7 | 3.5 | 3.6  | 2.6  | 10.7 | 15.8 |      |     | 65.6 | 32.7  |
| 2002 | 77.6 | 3,781 | 7.9  | 54.5 | 3.8 | 3.8  | 9.6  | 7.5  | 10.5 | 0.8  |     | 66.1 | 31.5  |
| 2006 | 79.0 | 3,843 | 5.8  | 54.6 | 3.1 | 4.5  | 4.9  | 5.4  | 17.4 | 2.5  |     | 63.6 | 32.3  |
| 2010 | 79.2 | 3,824 | 6.2  | 46.2 | 5.1 | 3.7  | 5.2  | 5.0  | 21.6 | 6.3  |     | 57.5 | 35.6  |
| 2014 | 82.2 | 3,939 | 5.7  | 42.1 | 4.8 | 3.5  | 3.1  | 3.7  | 16.3 | 18.6 |     | 52.6 | 26.7  |
| 2018 | 80.5 | 3,877 | 7.6  | 40.7 | 3.1 | 5.1  | 2.6  | 5.2  | 15.0 | 19.8 |     | 56.4 | 42.6  |